# Gullele
Gullele (en amharique ጉለሌ) est l'un des dix districts (en amharique ክፍለ ከተማ, transcription en alphabet latin kifle ketema, généralement traduit en anglais par subcity) d'Addis-Abeba, la capitale de l'Éthiopie. Situé au Nord de la ville, il représente une superficie de 30,18 km2 pour une population de 248 865 habitants.

## Sources
- Gulele Sub-city Administration sur Addis Ababa City Government